# تاکی‌فیلاکسی
تاکی‌فیلاکسی (به یونانی ταχύς، tachys، "سریع" و φύλαξις، phylaxis، "محافظت") یک اصطلاح پزشکی است که کاهش حاد و ناگهانی پاسخ به یک دارو پس از تجویز آن را توصیف می‌کند. یعنی شروع سریع و کوتاه‌مدت مقاومت دارویی. ممکن است حالت مذکور پس از دوز اولیه یا پس از یک سری دوزهای کوچک رخ دهد. افزایش دوز دارو ممکن است بتواند پاسخ اولیه و پیش از بروز مقاومت را بازگرداند.

## مشخصات
تاکی‌فیلاکسی با حساسیت سرعت تشخیص داده می‌شود: پاسخ سیستم به سرعت مصرف یک محرک بستگی دارد.

## نمونه‌ها

### روانگردان‌ها
داروهای روانگردانی مانند ال‌اس‌دی و قارچ‌های توهم‌زای حاوی سیلوسایبین تاکی‌فیلاکسی بسیار سریعی را نشان می‌دهند.

### مخدرها
در یک بیمار که به‌طور کامل مصرف افیون را کنار گذاشته‌است، با بازگشت به یک برنامه مصرف متناوب یا پروتکل دوز نگهدارنده، کسری از سطح تحمل قدیمی به سرعت ایجاد می‌شود که معمولاً دو روز پس از شروع مجدد درمان خود را نشان داده و به‌طور کلی پس از روز هفتم کاهش می‌یابد. اینکه آیا این پدیده به‌طور مستقیم متأثر است از گیرنده‌های مواد افیونی که در گذشته به آنها مواد می‌رسیده یا در واقع بابت تغییر در برخی از ساختارهای متابولیک رخ می‌دهد، مشخص نیست. افزایش دوز معمولاً اثربخشی را بازمی‌گرداند. اگر افزایش تحمل ادامه یابد، چرخش نسبتاً سریع مواد افیونی نیز ممکن است مفید باشد.

### نیکوتین
نیکوتین همچنین ممکن است تاکی‌فیلاکسی را در طول یک روز نشان دهد، اگرچه مکانیسم این عمل نامشخص است.